# علي سلمان علاء الدين
علي سلمان علاء الدين (من مواليد 8 سبتمبر 1993) هو لاعب كرة قدم لُبناني يلعب كمهاجم لنادي الأنصار في الدوري اللبناني الممتاز.

## مسيرته الكروية
وُلد علاء الدين في الكويت، وبدأ مسيرته الشبابية عام 2009 مع نادي العربي الكويتي، وفاز بلقب أفضل لاعب ناشئ، قبل أن ينتقل على سبيل الإعارة إلى الساحل في عام 2015، حيث ظهر لأول مرة مع الفريق الأول. في 29 يونيو 2017، انضمّ علاء الدين إلى فريق النجمة في الدوري اللبناني الممتاز اشتهر بأدائه الإيجابي خلال موسم 2021–22.
في 10 يوليو 2023، وقع علاء الدين لصالح الأنصار في صفقة انتقال مجانية.

## مسيرته الدولية
ظهر علاء الدين لأول مرة مع لبنان في 2 أغسطس 2019، في الفوز 2–1 على سوريا في بطولة اتحاد غرب آسيا لكرة القدم 2019.

## أسلوب اللعب
يلعبُ علاء الدين بشكل رئيسي كمهاجم، وهو قادر أيضًا على اللعب كجناح أيمن في بعض الأحيان.

## الإنجازات
النجمة
- كأس الاتحاد اللبناني: 2021–22، 2022–23 ؛ الوصيف: 2020–21
- كأس النخبة اللبناني: 2017، 2018، 2021
- وصيف كأس السوبر اللبناني: 2021